# Hot Bird 1
Hot Bird 1 war ein  Fernsehsatellit der European Telecommunications Satellite Organization (Eutelsat) mit Sitz in Paris.
Er hieß ursprünglich Eutelsat II-F6 und wurde mit Einführung von Eutelsats  Hot-Bird-Flotte in Hot Bird 1 umbenannt. Der Start erfolgte 1995 vom Weltraumbahnhof Kourou. Am 11. März 2006 wurde der Satellit Hot Bird 7A in den Orbit befördert, dieser löste Hot Bird 1 nach mehr als 10-jähriger Arbeit ab. Seit dem Dezember 2006 befindet sich der Satellit im Friedhofsorbit.

## Empfang
Der Satellit konnte in Europa empfangen werden. Die Übertragung erfolgte im Ku-Band.